# Denis Vavro
Denis Vavro (* 10. April 1996 in Partizánske) ist ein slowakischer Fußballspieler, der beim FC Kopenhagen unter Vertrag steht und in Saison 2024/25 an den VfL Wolfsburg ausgeliehen ist.

## Karriere

### Verein
Denis Vavro machte sein Debüt beim MŠK Žilina am 20. April 2013 gegen den FK AS Trenčín in der slowakischen 1. Liga. In der Saison 2016/17 gelang es ihm mit seinem Club die slowakische Meisterschaft zu gewinnen.
Im Sommer 2017 wechselte Vavro zum dänischen Erstligisten FC Kopenhagen. Zwischen den Vereinen floss eine Ablöse in Höhe von 1,4 Millionen Euro. Auch in Dänemark gelang dem Slowaken das Gewinnen der Meisterschaft. In der Saison 2018/19 konnte er sich mit seinem Verein in der Meisterschaftsrunde mit einem großen Vorsprung gegen die Verfolger durchsetzen.
Nach zwei Spielzeiten in Kopenhagen wechselte Vavro im Sommer 2019 in die Serie A zu Lazio Rom. Der Verein aus der italienischen Hauptstadt zahlte für seine Dienste 10,5 Millionen Euro, was ihm zum Rekordabgang des dänischen Erstligisten machte. Er unterzeichnete einen Vertrag bis zum 30. Juni 2024. Ende Januar 2021 (unmittelbar vor Ende des Wintertransferfensters) wurde eine Ausleihe für den Rest der Saison zum spanischen Verein SD Huesca vereinbart. Im Januar 2022 erfolgte eine weitere halbjährige Leihe an seinen ehemaligen Verein FC Kopenhagen. Mitte des Jahres wechselte er zum FC Kopenhagen zurück.
Im August 2024 wurde er an den VfL Wolfsburg ausgeliehen.

### Nationalmannschaft
Denis Vavro durchlief seit 2012 die slowakischen Jugendnationalmannschaften. Sein Debüt für die slowakische A-Nationalmannschaft machte er am 8. Januar 2017 im Freundschaftsspiel gegen Uganda, bei dem ihm auch direkt sein erstes Tor gelang.
Zur Fußball-Europameisterschaft 2021 wurde er in den slowakischen Kader berufen, kam aber mit diesem nicht über die Gruppenphase hinaus.

## Erfolge

### MSK Zilina
- Slowakischer Meister: 2016/17

### Lazio Rom
- Italienischer Supercupsieger: 2019

### FC Kopenhagen
- Dänischer Meister 2019 2022 2023